# Morrinhos
Morrinhos este un oraș în statul Ceará (CE) din Brazilia.